# Onze-Lieve-Vrouwekerk (Nieuwpoort)
De Onze-Lieve-Vrouwekerk is de kerk in het centrum van de Belgische havenstad Nieuwpoort. Het is een driebeukige gotische hallenkerk, met een bijna losstaande noordelijke toren.
De oorspronkelijk kerk werd in 1163 ingewijd door bisschop Milo van Terwaan. Oorspronkelijk was het een kapel die bediend werd door kanunniken van de Sint-Niklaasabdij te Veurne.
Tijdens de Eerste Wereldoorlog stond hier een vroeg-15e-eeuwse hallenkerk met een 17e-eeuwse toren die toen volledig werd verwoest. Van de geplande renaissancetoren kwam wegens geldgebrek alleen de vierhoekige onderbouw tot stand. Pas in 1735 werd de lage achthoekige bovenbouw met open torenhelm afgewerkt.
In 1922, na haar vernieling in het begin van de Eerste Wereldoorlog, werd de kerk, behalve de toren, naar de oorspronkelijke plannen wederopgebouwd.
In 1940 werd ze, waarschijnlijk door Engelse kanonnen, in brand geschoten en in 1946 heropgebouwd als driebeukige bakstenen hallenkerk. De bakstenen neogotische toren, die losstaat van de kerk, werd in 1952 opgetrokken. De toren is een variant op het typische torenschema van de kuststreek.
In de kerk vindt men het schilderij De Slag bij Nieuwpoort in 1600 dat wordt toegeschreven aan Louis Moritz. Het was een geschenk van koning Willem I van Nederland in 1821 aan de stad. Oorspronkelijk hing het schilderij in de raadzaal van het stadhuis maar wegens plaatsgebrek werd het na de Eerste Wereldoorlog naar de kerk verhuisd. Verder hangt er Het oordeel van Cambyses van Vigor Boucqet (Vlaamse Meesters in Situ).

## Galerij

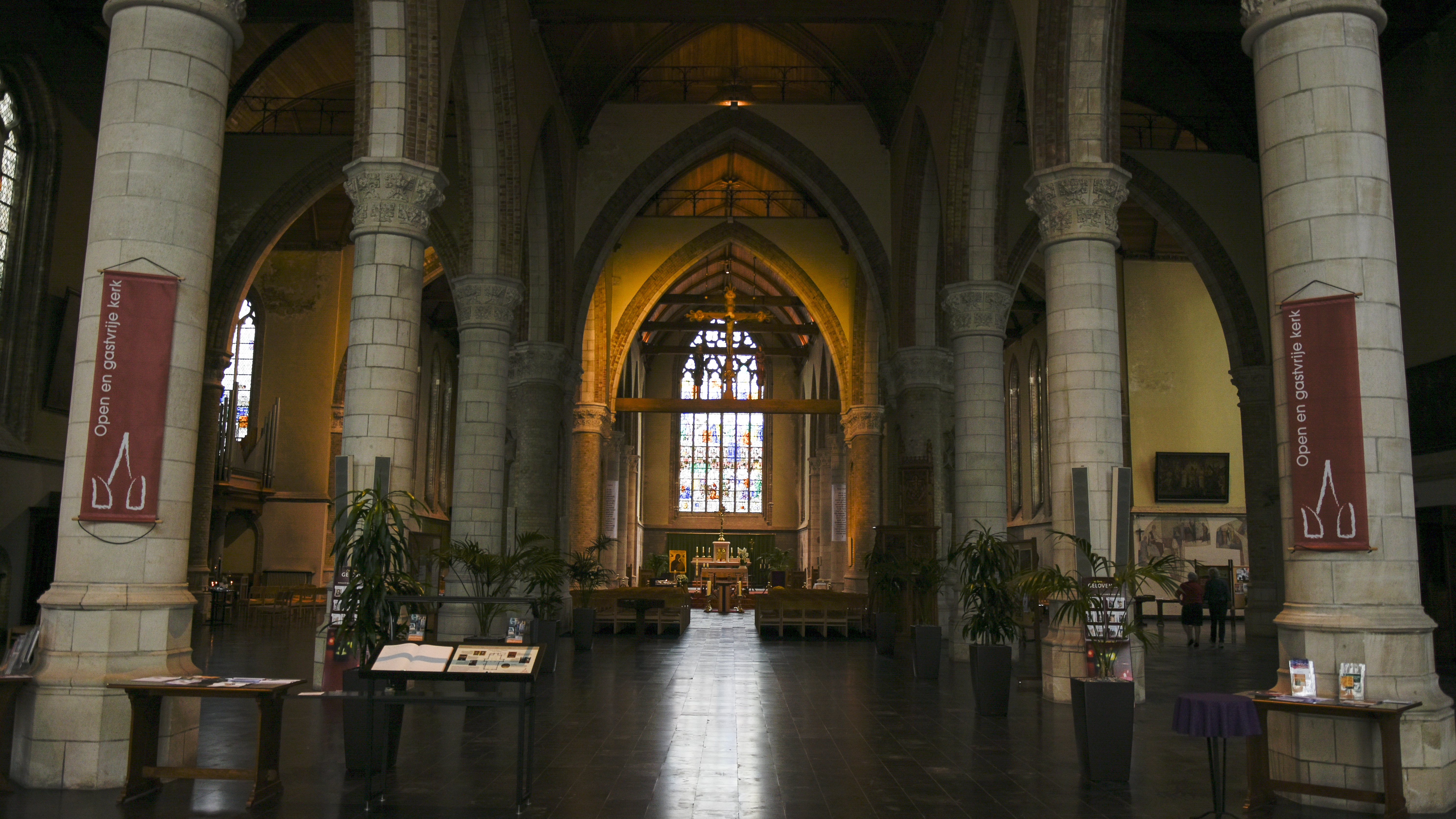
Het schip
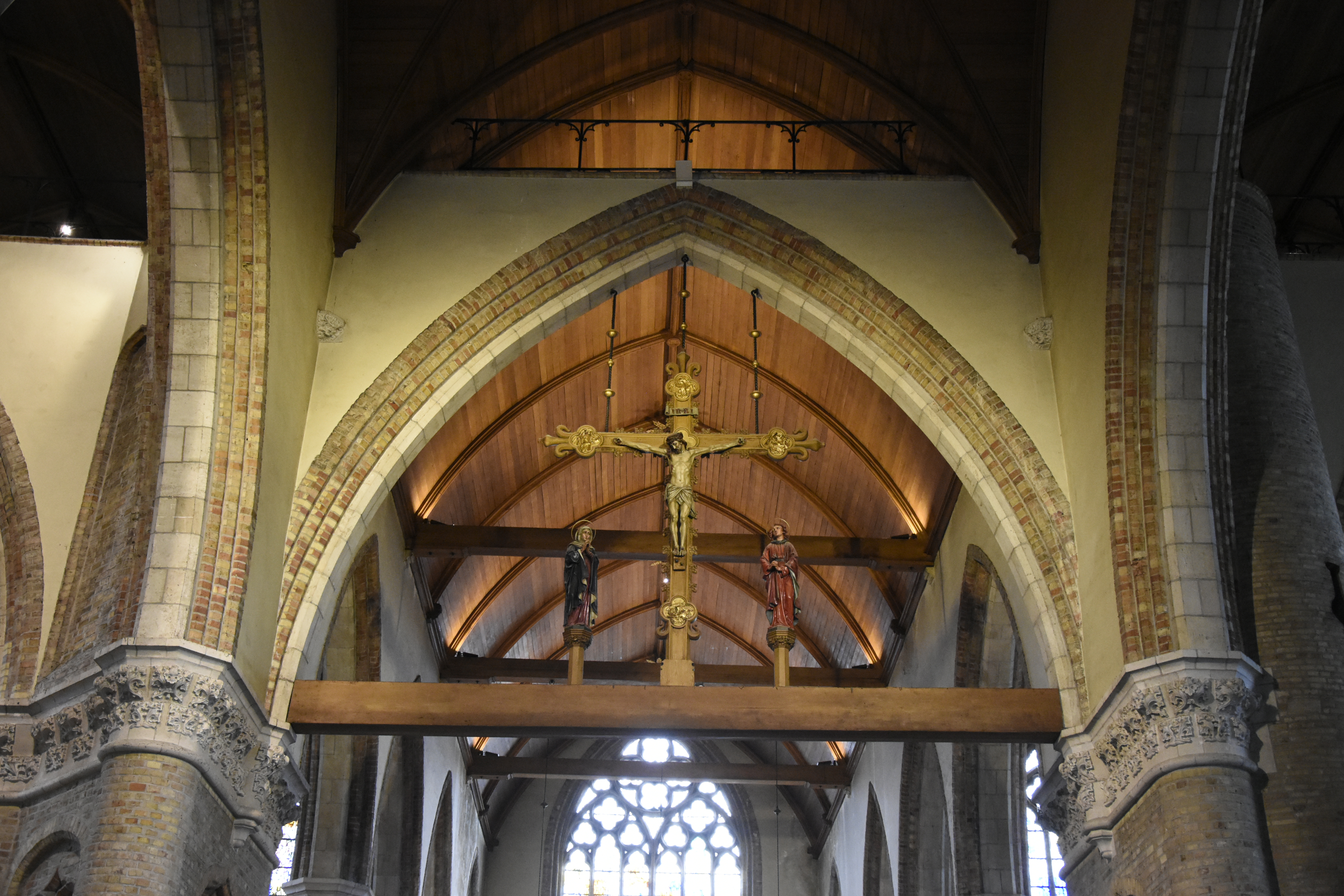
De gloriebalk
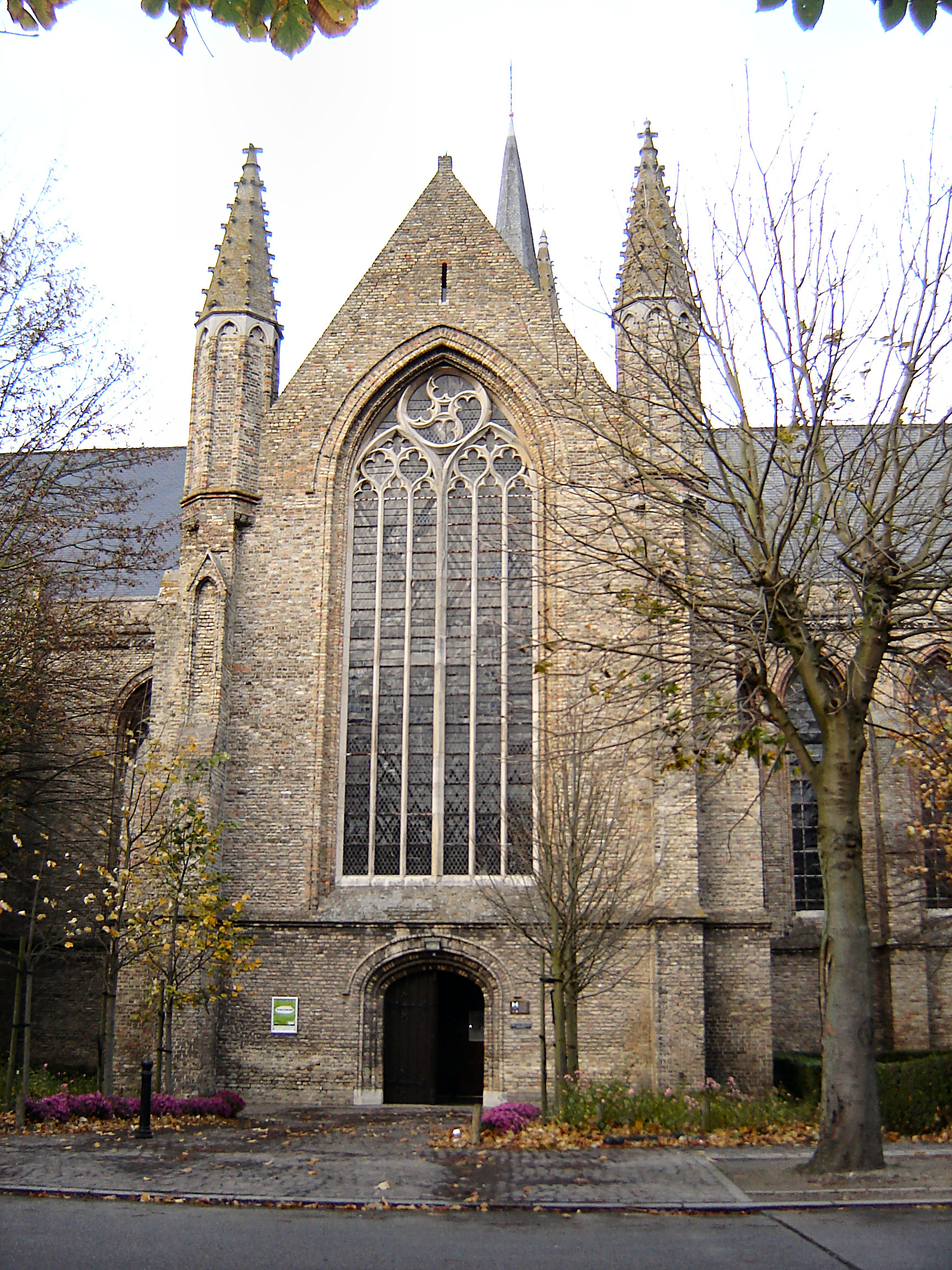
De zuidgevel